# IC 1476
IC 1476 ist eine Spiralgalaxie vom Hubble-Typ S im Sternbild Pegasus. Sie ist schätzungsweise 321 Millionen Lichtjahre von der Milchstraße entfernt.
Das Objekt wurde am 1. Oktober 1866 von dem Astronomen Truman Henry Safford entdeckt.